# شهرستان لاورل (کنتاکی)
شهرستان لاورل، کنتاکی (به انگلیسی: Laurel County, Kentucky) یک سکونتگاه مسکونی در ایالات متحده آمریکا است که در کنتاکی واقع شده‌است.